# Partiti e movimenti politici italiani di ispirazione socialista
Dal XIX secolo ad oggi sono stati molti i partiti politici italiani che hanno fatto riferimento al socialismo e alle sue varie declinazioni: socialdemocrazia, socialismo democratico, massimalismo, laburismo, riformismo, autonomismo e socialismo liberale.

## Storia

### XIX secolo

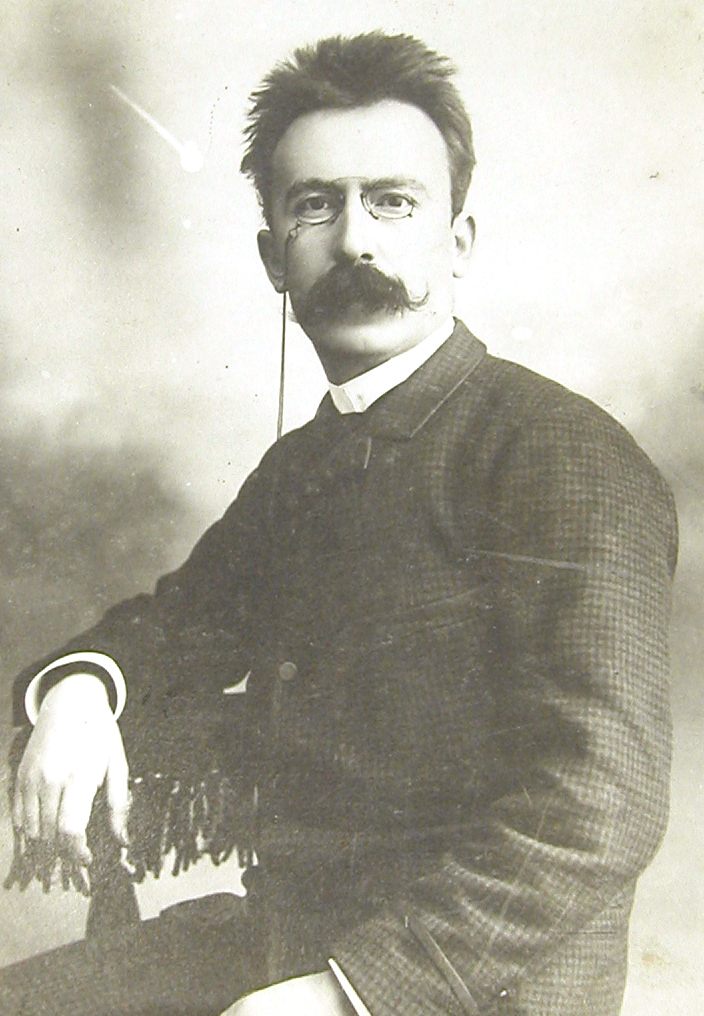
Andrea Costa, primo deputato socialista italiano

Verso la seconda metà dell'Ottocento nascono in Italia le prime organizzazioni operaie, dette Società di mutuo soccorso, che si collocano ideologicamente alla sinistra dei Radicali e dei Repubblicani. Successivamente si formarono altri movimenti, come i Figli del lavoro, il Circolo operaio di Milano e la Associazione generale degli operai di Torino.
Nel 1881 a Rimini l'attivista ex-anarchico Andrea Costa fonda il Partito Socialista Rivoluzionario di Romagna.
Il 17 maggio 1882 a Milano nasce il Partito Operaio Italiano ad opera degli artigiani Giuseppe Croce e Costantino Lazzari.
Il PSR di Romagna partecipa alle elezioni politiche italiane del 1882 candidando Costa alla Camera nei collegi di Imola e di Ravenna. Costa fu eletto a Ravenna diventando così il primo deputato di idee socialiste nel Parlamento italiano.
Nel 1884 il PSR di Romagna cambia nome in Partito Socialista Rivoluzionario Italiano.
Nel 1889 Filippo Turati fonda, su posizioni riformiste, la Lega Socialista Milanese.
Nel 1892 a Genova nasce, come erede dell'esperienza del POI e della Lega Socialista Milanese, il Partito dei Lavoratori Italiani. Tra i fondatori Filippo Turati, Anna Kuliscioff, Camillo Prampolini, Claudio Treves e Leonida Bissolati
Nel 1893, nel II Congresso di Reggio Emilia, il Partito dei Lavoratori Italiani cambia il nome in Partito Socialista dei Lavoratori Italiani, inglobando anche il Partito Socialista Rivoluzionario Italiano.
Nel 1894 il Primo Ministro Francesco Crispi, reprimendo con severità i disordini operai, sciolse per decreto il Partito Socialista dei Lavoratori Italiani.
Nel 1895 gli attivisti socialisti nel corso del III congresso svoltosi clandestinamente a Parma rifondano il partito chiamandolo Partito Socialista Italiano.

### XX secolo

#### Primi del Novecento
Nel 1912 al XIII congresso del PSI a Reggio Emilia viene espulsa la corrente riformista di destra di Leonida Bissolati, che fonda il Partito Socialista Riformista Italiano, assieme a Ivanoe Bonomi, Angiolo Cabrini e Guido Podrecca.
Il 16 giugno 1912, in occasione del Congresso Socialista Regionale dell'Emilia Romagna, nacque ad Imola l'Organizzazione Nazionale dei Ciclisti Rossi. In quell'occasione, arrivarono da Forlì una settantina di ciclisti che presentavano una fascia rossa al braccio.
Nel 1921 al XVII congresso del PSI a Livorno si fronteggiano tre correnti: i massimalisti di Serrati, i comunisti di Bordiga ed i riformisti di Turati. Contrariamente da quanto richiesto da Lenin e dal Comintern, che avevano ingiunto al PSI di espellere la corrente riformista e di mutare il nome del partito in "comunista", i massimalisti decidono di non rompere con Turati; a questa decisione i comunisti decidono di uscire dal congresso e di fondare il Partito Comunista d'Italia.
Nell'estate del 1922 Turati, senza rispettare la disciplina del partito che vietava la collaborazione con i partiti borghesi, si reca dal re per le consultazioni per risolvere la crisi di governo. Pertanto, la sera del 3 ottobre 1922, pochi giorni prima della Marcia su Roma di Mussolini (27-31 ottobre 1922), il XIX Congresso espelle la corrente riformista.
Turati e i suoi danno vita al Partito Socialista Unitario, di cui viene nominato Segretario Giacomo Matteotti. Nelle file del PSU confluirono inoltre i due terzi del gruppo parlamentare socialista.
Il PSU di Turati è, forse, il partito più perseguitato dal regime fascista. Oltre alla barbara uccisione del suo segretario Matteotti, è il primo ad essere sciolto d'imperio, il 14 novembre 1925, a causa del fallito attentato a Mussolini da parte del suo iscritto Tito Zaniboni, avvenuto il 4 novembre precedente.
Tuttavia, già il 26 novembre 1925 si costituisce un triumvirato, composto da Claudio Treves, Giuseppe Saragat e Carlo Rosselli che, il 29 novembre successivo, ricostituisce clandestinamente il PSU come Partito Socialista dei Lavoratori Italiani (PSLI), assumendo, nel 1927, la denominazione di Partito Socialista Unitario dei Lavoratori Italiani (PSULI).
Nel 1930 al XX congresso del PSI a Parigi i riformisti del PSULI si riunificano con la frazione unitaria del Partito Socialista Italiano di Pietro Nenni e Coccia, dando vita al "Partito Socialista Italiano - Sezione dell'IOS".

#### Il secondo dopoguerra
Nell'agosto del 1943 il PSI si fonde con il Movimento di Unità Proletaria e cambia nome in Partito Socialista Italiano di Unità Proletaria (PSIUP).
Nel 1947 la corrente socialdemocratica del PSIUP facente capo a Giuseppe Saragat, contraria ad un'alleanza con il Partito Comunista Italiano, abbandona il partito e fonda il Partito Socialista dei Lavoratori Italiani. Dopo l'uscita di Saragat il PSIUP torna a chiamarsi Partito Socialista Italiano.
Nel 1948 la corrente riformista del PSI facente capo a Ivan Matteo Lombardo lascia il partito e fonda il movimento Unione dei Socialisti. Alle elezioni politiche del 1948 il PSI si presenta col PCI nella lista detta Fronte Democratico Popolare; il PSLI e l'UdS si presentano insieme della lista detta Unità Socialista.
Nel 1949 l'Unione dei Socialisti confluisce nel Partito Socialista dei Lavoratori Italiani. La corrente autonomista del PSI facente capo a Giuseppe Romita esce dal partito ed insieme alla corrente di sinistra del PSLI fonda il Partito Socialista Unitario (PSU).
Nel 1951, PSLI e PSU si uniscono nel Partito Socialista - Sezione Italiana dell'Internazionale Socialista, che nel 1952 diventerà Partito Socialista Democratico Italiano.
Nel 1964 la corrente di sinistra del PSI capeggiata da Tullio Vecchietti, insieme ad altri socialisti contrari all'alleanza tra PSI e DC e preferendo invece un accordo con il Partito Comunista Italiano, lascia il partito e forma il Partito Socialista Italiano di Unità Proletaria, una formazione che riprendeva il nome assunto dal PSI negli anni 1943-1947.
Alla fine del 1964 viene eletto quinto Presidente della Repubblica Italiana il leader del PSDI Giuseppe Saragat, primo socialista al Quirinale della storia italiana.
Nel 1966 PSI e PSDI decidono di unirsi e danno vita al Partito Socialista Unificato.
Dopo lo scarso risultato alle elezioni politiche del 1968, in ottobre il partito unificato riprende il nome di Partito Socialista Italiano.
Nel 1969 però la componente socialista e quella socialdemocratica si dividono: la prima mantiene il nome di Partito Socialista Italiano, mentre la seconda dà vita al Partito Socialista Unitario che, nel 1971, riassume la denominazione di Partito Socialista Democratico Italiano.
Nel luglio del 1978 viene eletto settimo Presidente della Repubblica Italiana il leader del PSI Sandro Pertini, secondo socialista al Quirinale della storia italiana.
Nell'agosto del 1983 viene nominato Presidente del Consiglio dei ministri della Repubblica Italiana il segretario del PSI Bettino Craxi, primo socialista a Palazzi Chigi della storia italiana.

#### Anni Novanta: la diaspora socialista
In seguito allo scandalo di Tangentopoli, il Partito Socialista Italiano entra in crisi, sia dal punto di vista politico, con la messa in discussione della leadership di Bettino Craxi da parte del suo "delfino" Claudio Martelli, sia dal punto di vista finanziario, con la richiesta di rientro immediato dei crediti largamente concessi in passato da parte delle principali banche italiane.
Il 21 maggio 1993 Giorgio Benvenuto, Enzo Mattina, Valdo Spini e Enrico Manca lanciano, all'interno del PSI, il movimento Rinascita Socialista, che però il 19 luglio decide di uscire dal partito e di diventare forza autonoma, capeggiata da Enzo Mattina.
Il 28 gennaio 1994 i socialisti craxiani, come Franco Piro, Margherita Boniver, Maurizio Sacconi e Ugo Intini, che non approvavano la linea politica del nuovo segretario Del Turco, uscirono dal partito e costituirono la Federazione dei Socialisti Democratici e Liberali. Alle elezioni politiche del 1994, il Partito Socialista Italiano di Del Turco si allea col PDS all'interno dell'Alleanza dei Progressisti, ma il partito subisce un crollo elettorale. La FSDL invece si presenta congiuntamente con il PSDI dando luogo alla lista Socialdemocrazia per le Libertà. A seguito dell'insuccesso elettorale, il Partito Socialista Italiano si scioglie ufficialmente presso la Fiera di Roma il 13 novembre 1994. Da quel giorno ha inizio la diaspora dei socialisti italiani. Lo stesso 13 novembre 1994, subito dopo lo scioglimento, nascono due formazioni socialiste distinte: i Socialisti Italiani di Enrico Boselli ed il Partito Socialista Riformista di Fabrizio Cicchitto ed Enrico Manca. Il 18 dicembre la FSDL diventa il Movimento Liberal Socialista.
Poco prima dello scioglimento alcuni socialisti ed il movimento Rinascita Socialista avevano formato la Federazione Laburista di Valdo Spini.
Nel 1996 il Partito Socialista Riformista e la FSDL costituiscono un nuovo partito: il Partito Socialista, di Ugo Intini e Gianni De Michelis.
Nel 1998 il postcomunista Partito Democratico della Sinistra, che ha definitivamente accettato il socialismo democratico come ideologia di riferimento, la Federazione Laburista ed altri partiti di sinistra creano un nuovo partito: i Democratici di Sinistra. Sempre nel 1998 i Socialisti Italiani, la corrente di Intini e di Manca del Partito Socialista ed alcuni dissidenti della Federazione Laburista creano i Socialisti Democratici Italiani.
Nel 1999 la componente del PS facente capo a Fabrizio Cicchitto e Margherita Boniver lascia il partito ed aderisce al partito Forza Italia di Berlusconi.

### XXI secolo

#### Anni Duemila
Nel 2000 alcuni esponenti socialisti fondano la Lega Socialista, con Bobo Craxi presidente e l'ex ministro ed esponente dello SDI Claudio Martelli segretario.
Nel gennaio del 2001 la Lega Socialista di Bobo Craxi e Claudio Martelli, il Partito Socialista di Gianni De Michelis ed altri socialisti, come Claudio Nicolini e Stefania Craxi, creano il Partito Socialista - Nuovo PSI, che si colloca nel centro-destra. Alle elezioni politiche del 2001 il Nuovo PSI infatti aderisce alla Casa delle Libertà di Silvio Berlusconi.
Nel 2004 alcuni ex socialisti capeggiati da Claudio Signorile formano il Movimento di Unità Socialista. Alle elezioni europee di quell'anno DS e SDI, insieme a Margherita e Repubblicani Europei, si presentano insieme nella lista Uniti nell'Ulivo; invece Nuovo PSI e MUS si presentano insieme nella lista Socialisti Uniti per l'Europa.
Alle elezioni regionali del 2005, lo SDI in alcuni regioni replica l'esperienza della lista unica Uniti nell'Ulivo, mentre in altre crea delle liste Unità Socialista-SDI, a cui aderisce anche il MUS, sempre però all'interno dell'Unione. Il Nuovo PSI rimane nella Casa delle Libertà, creando liste con il Partito Repubblicano Italiano ed il Partito Liberale Italiano, esperienza detta Casa Laica.
Nel 2006, in vista delle elezioni politiche, il Nuovo PSI decide di rimanere nella Casa delle Libertà e di formare una lista comune con la Democrazia Cristiana per le Autonomie di Gianfranco Rotondi. Questa decisione crea due scissioni: la corrente di Bobo Craxi e Saverio Zavettieri, contraria ad un'alleanza con il centrodestra, lascia il partito dopo un litigioso congresso e crea I Socialisti, aderendo all'Unione; il consigliere regionale laziale Donato Robilotta, anche lui contrario ad una lista comune con la DCA, lascia il Nuovo PSI e fonda i Socialisti Riformisti. Questi ultimi, lo SDI ed i Radicali Italiani si presentano insieme alle elezioni creando la formazione politica detta Rosa nel Pugno, sempre all'interno dell'Unione di Romano Prodi.
Nel 2007 I Socialisti di Bobo Craxi diventano I Socialisti Italiani. All'ultimo congresso dei Democratici di Sinistra, le componenti contrarie alla formazione del Partito Democratico, capeggiate da Fabio Mussi e Gavino Angius, escono dal partito e creano Sinistra Democratica. Per il Socialismo Europeo. Il Partito Socialista - Nuovo PSI si scinde: la componente di Stefano Caldoro e Lucio Barani intende rimanere nel centro-destra e mantiene la denominazione Nuovo PSI; la componente di Gianni De Michelis e Mauro Del Bue intende aderire alla Costituente Socialista e mantiene la denominazione Partito Socialista. I Socialisti Democratici Italiani di Boselli, il Partito Socialista di Del Bue e De Michelis e i Socialisti Italiani di Bobo Craxi danno così vita alla Costituente Socialista e creano il Partito Socialista. La componente dello SDI che fa riferimento ad Ottaviano Del Turco e Claudio Signorile, detta Alleanza Riformista e favorevole alla creazione del PD, lascia invece il partito ed il 14 ottobre 2007, insieme ai Democratici di Sinistra di Piero Fassino e la Margherita di Francesco Rutelli, danno quindi vita al Partito Democratico, con primo segretario nazionale Walter Veltroni.
Nel 2009 Forza Italia, partito di centrodestra al cui interno vi sono molti ex socialisti, il Nuovo PSI di Stefano Caldoro e i Socialisti Riformisti, insieme ad altri partiti di centro e destra, fondano Il Popolo della Libertà. Lo stesso anno il Partito Socialista di Riccardo Nencini cambia nome in Partito Socialista Italiano.

#### Anni Dieci
Nel 2018 i principali partiti che si ispirano alla socialdemocrazia, al socialismo democratico e al socialismo liberale sono:
- Partito Socialista Italiano;
- Partito Democratico;
- Articolo UNO - Movimento Democratico e Progressista;
- Nuovo PSI;
- Sinistra Italiana.